# Vã
Vã ou Vane (em turco: Van) é uma cidade do sudeste da Turquia, capital da e área metropolitana e da província homónima, que faz parte da região da Anatólia Oriental. O conjunto dos distritos que a malha urbana da cidade ocupa, na totalidade ou parcialmente, (İpekyolu, Tusba e Edremite) tem 3 419 km² e em dezembro de 2021 tinha 631 827 habitantes (densidade: 184,8 hab./km²).. A malha urbana está concentrada sobretudo em İpekyolu e Tusba; todos os 3 distritos têm áreas rurais, principalmente o de Edremite.
Os distritos de İpekyolu e de Tusba, foram criados em 2013, quando o antigo distrito de Vã foi desmembrado. Na mesma altura, Edremite passou a ter uma parte do distrito extinto.[carece de fontes?] A cidade tinha oficialmente 370 190 em 2012, mas este número era contestado por fontes não oficiais, que alegavam que os dados oficiais não incluíam muitos curdos — algumas estimativas apontavam para meio milhão em 1996 ou mesmo 600 000.
A cidade situa-se na costa oriental do lago de Vã (em turco: Van Golü) e uma parte considerável da sua população é curda. É um polo industrial de peles, cereais, frutas e vegetais.[carece de fontes?]

## Etimologia
Tuspa (Tušpa), uma das antigas capitais do Reino de Urartu, tem suas ruínas situadas na chamada Fortaleza de Vã (Van Kalesi). Foi historicamente chamada de Tospe (Տոսպ), Tosbe (Տոսբ), Cidade de Semíramis (Կ'ալաքն Սամիրամայ, K'alak'n Samiramay), Semiracerta (Սամիրամակերտ), Samiramacém (Սամիրամասեն) ou Castelo de Semíramis (Բերդն Սամիրամայ, Berdn Samiramay) nas fontes arménias. Em grego, aparece como Tóspia (Θωσπια), Buana (Βουανα), Cauom (Χαυον) e Ibã (Ιβαν). O nome em curdo é Uã (Wan).

## História
As ruínas das casas de pedra mais antigas que se encontram na cidade datam do século VIII a.C., quando foi o principal centro do reino de Urartu. Após a queda de Nínive (612 a.C.), foi ocupada sucessivamente pelos medos, reis do Ponto, árabes (século VII) e arménios (século VIII). Antes disso foi uma povoação importante no Reino da Arménia, estabelecido na região por volta de 331 a.C. Passou para as mãos dos seljúcidas depois de 1071 e para o Império Otomano em 1543.[carece de fontes?]
A cidade foi devastada durante a Primeira Guerra Mundial pelos otomanos, durante o genocídio arménio. Data dessa época o cerco de Vã (19 de abril a 17 de maio de 1915), no qual morreram cerca de 55 000 civis, na maioria arménios. O poder militar russo ocupou-a no período de 1915 a 1917.[carece de fontes?]
Em 23 de outubro de 2011 um violento sismo atingiu alguns edifícios da cidade, provocando centenas de mortes.